# Offensiva di Petsamo-Kirkenes
Offensiva di Petsamo-Kirkenes fu il nome dato all'offensiva condotta tra il 7 ottobre e il 2 novembre 1944 dalle forze sovietiche del generale Kirill Mereckov contro la 20. Gebirgs-Armee del generale Lothar Rendulic nella parte settentrionale della penisola scandinava, tra la regione di Petsamo (allora in Finlandia) e quella di Kirkenes (nella Norvegia occupata dai tedeschi).
L'offensiva si articolò in tre fasi: lo sfondamento delle linee tedesche e la conquista di Petsamo (7-15 ottobre), l'avanzata sovietica  verso la Norvegia e la zona mineraria finlandese (18-22 ottobre), la conquista di Kirkenes e l'inseguimento delle forze tedesche verso ovest e sud-ovest (23 ottobre-1º novembre). Fu la più importante campagna della storia militare condotta a nord del circolo polare artico. L'offensiva si concluse con una vittoria dei reparti sovietici, che respinsero i tedeschi ben all'interno del territorio norvegese, anche se Rendulic fu in grado di stabilire una nuova linea di difesa all'altezza di Lyngen che poi mantenne sino alla fine della guerra.

## Contesto strategico
A metà febbraio del 1944, la Finlandia avviò negoziati con l'Unione Sovietica per ritirarsi dalla seconda guerra mondiale e interrompere la guerra di continuazione, ma le condizioni poste dall'URSS furono giudicate così onerose da determinarne il rigetto. Per forzare la Finlandia ad accettare la pace, l'alto comando sovietico ordinò ai fronti di Leningrado e di Carelia di lanciare un'offensiva contro le forze finlandesi nel settore del fronte da Leningrado a Petrozavodsk. Il 10 giugno 1944 l'Armata Rossa lanciò l'offensiva lungo l'istmo careliano catturando in breve tempo Vyborg e da qui minacciando la stessa capitale finlandese, Helsinki. Per parare la minaccia il comando militare finlandese trasferì sul fronte di Vyborg una parte delle forze schierate nella Carelia meridionale, ma, non appena ciò accadde, il fronte careliano sovietico del generale Kirill Afanas'evič Mereckov attuò il proprio attacco verso nord e nord-ovest, avanzando rapidamente nell'area fra i laghi Ladoga e Onega. I combattimenti si trascinarono fino al 9 agosto e convinsero i finlandesi a riaprire il negoziato di pace il 24 agosto.
Il 4 settembre la Finlandia firmò l'armistizio con l'Unione Sovietica: tra le condizioni dell'accordo vi era l'impegno della Finlandia a disarmare o espellere le truppe tedesche ancora presenti sul suo territorio a cominciare dal 15 settembre. Tali forze appartenevano alla 20. Gebirgs-Armee sotto il comando del tenente generale Lothar Rendulic ed erano stanziate sia a nord che a sud del circolo polare artico. L'uscita della Finlandia dalla guerra lasciò le truppe tedesche in una posizione precaria, ma già dal 6 settembre Rendulic aveva iniziato a ritirare verso nord i due corpi d'armata stanziati più a sud, il XVIII. e il XXXVI. Gebirgs-Korps, per formare una nuova linea difensiva fra Lyngen e Petsamo passando per Ivalo (operazione Birke). Durante il mese di settembre i due corpi tedeschi si ritirarono verso nord-ovest attraverso Rovaniemi per raggiungere le nuove posizioni. Poiché la ritirata delle forze tedesche procedeva piuttosto lentamente e il governo sovietico esercitava forti pressioni perché fossero rispettati gli accordi armistiziali, la Finlandia fu costretta a velocizzare la ritirata ingaggiando le forze tedesche in alcuni scontri a fuoco di minore entità.

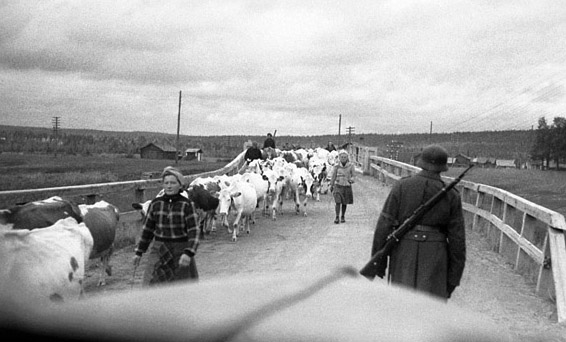
Profughi finlandesi presso Rovaniemi nel settembre 1944

Alla fine di settembre, l'alto comando tedesco (OKW) riesaminò l'intera situazione strategica in Scandinavia e in Finlandia e stabilì che l'occupazione del nord della Finlandia non era più di vitale importanza, raccomandando quindi la ritirata dell'intera 20. Gebirgsarmee verso Lyngen, in territorio norvegese. La decisione fu determinata anche dalla crescente ostilità della Svezia e dall'aumento dell'importanza strategica delle basi per gli U-Boot lungo le coste norvegesi dopo la perdita di quelle sulla costa atlantica francese; dalla preoccupazione che le forze navali e aeree britanniche impiegate contro le basi in territorio francese fossero dirottate verso nord, rendendo vulnerabili le vie di rifornimento dell'armata, e dal desiderio di impedire l'arrivo dell'Armata Rossa nel nord della Scandinavia. Inoltre, il ministro della produzione bellica Albert Speer aveva assicurato che in Germania erano state accumulate sufficienti riserve di nichel, rendendo così meno importante la permanenza tedesca nel nord della Finlandia, e la presenza dell'intera 20. Armee in Norvegia avrebbe rafforzato le difese in quel fronte contro possibili azioni degli Alleati o della Svezia.
Il 3 ottobre Adolf Hitler approvò l'operazione Nordlicht, che prevedeva il ritiro di 200000÷250000 uomini, del loro equipaggiamento e dei loro approvvigionamenti, per oltre 1000 chilometri durante l'autunno artico, fino a una linea di difesa che correva dal fiordo di Lyngen all'estremità settentrionale della Svezia. Tatticamente, Nordlicht era un'estensione dell'operazione Birke con il problema ulteriore della ritirata del XIX. Gebirgs-Korps schierato a est di Petsamo e l'evacuazione dei depositi degli approvvigionamenti che contenevano riserve per otto mesi; infatti, prevedendo che la 20. Armee avesse potuto rimanere isolata, Hitler aveva ordinato l'accatastamento di enormi riserve sin dal 1942, cosicché nel 1944 l'armata aveva a propria disposizione anche merci ormai introvabili in Germania.

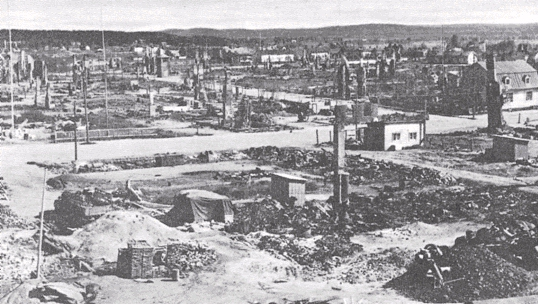
La città di Rovaniemi bruciata dalle truppe tedesche in ritirata

Al XXXVI. Gebirgs-Korps era riservato il compito più facile poiché la ritirata da Rovaniemi, in Finlandia, a Karasjok e Lakselv, in Norvegia, poteva contare su strade percorribili tutto l'anno, mentre il XVIII. Gebirgskorps avrebbe dovuto ritirarsi da Tornio a Skibotten, sempre in Norvegia, via Muonio lungo una strada solo parzialmente completata e la cui cattiva condizione era in parte compensata dal fatto di essere quella più meridionale e più breve per Lyngen.
Al contrario, non era stata fissata alcuna data per il ritiro del XIX. Gebirgs-Korps dal fronte di Murmansk: esso avrebbe dovuto mantenere le posizioni fino al completamento della ritirata delle altre unità, dopo di che si sarebbe ritirato fino a Petsamo, per poi proseguire fino alla volta di Tarnet e Kirkenes; da qui, lungo l'autostrada 50, si sarebbe rischierato al fiordo di Lyngen. Il corpo avrebbe dovuto raggiungere le nuove posizioni entro il 15 novembre poiché l'inverno artico era alle porte e l'autostrada 50 era normalmente considerata intransitabile fra Kirkenes e Lakselv da ottobre a giugno a causa della neve, anche se il tempo atmosferico quell'anno sembrava più clemente del solito. L'operazione era resa ancor più difficile da una serie di minacce: eventuale attacco anglo-americano, possibile attacco delle forze finlandesi e, soprattutto, intervento massiccio dell'Armata Rossa. Le forze sovietiche avrebbero potuto, infatti, tagliare attraverso il territorio svedese fino a Narvik, pretendendo dalla Svezia l'uso della ferrovia Luleå-Narvik in contropartita dell'utilizzo delle ferrovie svedesi da parte della Germania nel 1941, o marciare seguendo la costa norvegese. I tedeschi erano pure pensierosi riguardo a uno sbarco di truppe norvegesi provenienti dal Regno Unito e circa l'intervento della Svezia, che aveva abrogato gli accordi commerciali con la Germania e sembrava ormai avviata verso una politica di completa rottura. Gli ordini per la ritirata prevedevano la distruzione di qualsiasi opera militare o civile potesse risultare utile al nemico, compresi i centri abitati.
Quando l'operazione Nordlicht era ancora in fase di preparazione, il comando supremo sovietico ordinò al comandante del fronte di Carelia, generale Mereckov, di pianificare e condurre un'offensiva per eliminare le truppe tedesche ancora in territorio sovietico.

## Forze in campo

### Germania

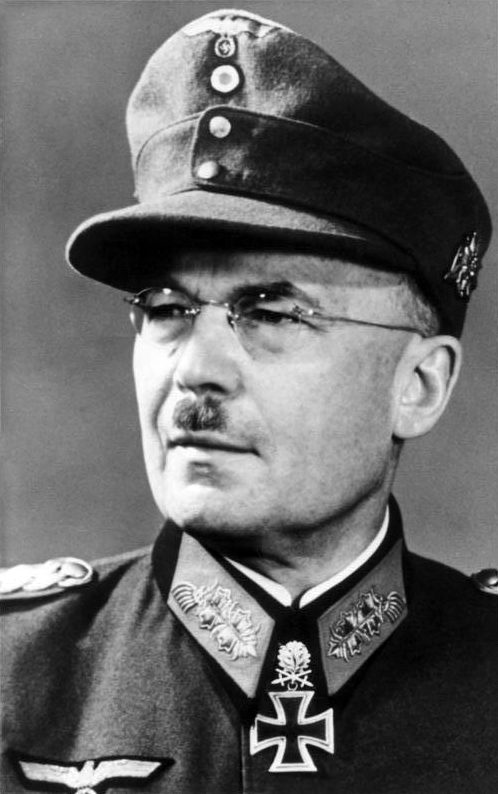
Il tenente generale Lothar Rendulic

Il XIX. Gebirgs-Korps, forte di 56000 uomini, comprendeva la 2. Gebirgs-Division e la 6. Gebirgs-Division, la 210. Infanterie-Division, il Divisionsgruppe van der Hoop (dal nome del proprio comandante, il colonnello Adrian Freiherr van der Hoop) e la brigata di ricognizione in bicicletta "Norwegen". Il corpo d'armata non disponeva di mezzi corazzati, ma poteva contare su 135 cannoni campali, 261 cannoni anticarro, 245 mortai da 80 mm e l'appoggio di circa 160 aerei. La 210. Division, ridotta a circa 6000 uomini, era dispersa in posizione statica di difesa costiera fra la parte orientale della penisola di Varanger, Kirkenes e Tarnet. Il Divisionsgruppe van der Hoop (4000 uomini) si trovava in una situazione analoga fra l'imboccatura del fiordo di Petsamo, attraverso l'istmo della penisola Srednij, e lo sbocco a mare del fiume Titovka. La 6. Division (18000 uomini) teneva le posizioni fortificate sull'estuario del fiume Litsa, il corso del Titovka e il lago Chapr, mentre la 2. Division (16000 uomini) guarniva la linea fortificata lungo il fiume Titovka, a sud della 6. Division, fino alla collina 273.1. Infine la brigata "Norwegen", costituita da 2000 uomini, era tenuta in riserva. Il resto era rappresentato da truppe di presidio e di supporto.

### Armata Rossa

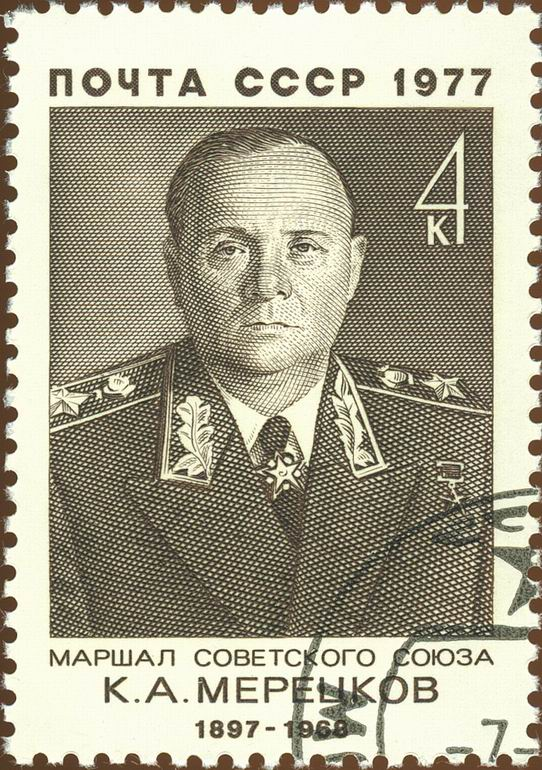
Il generale d'armata Kirill Mereckov

Le forze sovietiche appartenevano alla 14ª Armata, comandata dal generale Vladimir Ivanovič Ščerbakov. L'armata aveva difeso il fronte di Murmansk sin dal 1941 con forze inferiori all'avversario ma, in vista dell'offensiva, la sua scarsa consistenza di sole due divisioni e due brigate di fanteria fu rafforzata con l'arrivo dal fronte della Carelia meridionale di sei divisioni di fanteria e di tre brigate di fanteria leggera, portando il totale degli effettivi a circa 96000 uomini. Le truppe erano organizzate in tre corpi di fanteria, il 99º (19000 uomini), il 131º (la cui effettiva consistenza non è nota) e il 31º (12000 uomini); in due formazioni miste, il 126º e il 127º Corpo di fanteria leggera (ciascuno della consistenza nominale di circa 8000 uomini) che erano nati nel marzo 1944 dalla fusione di brigate di fanteria di marina con unità su sci; e infine nel Gruppo "Pigarevič" (dal nome del comandante, generale Boris Pigarevič) comprendente la 45ª Divisione fucilieri, la 3ª Brigata fanteria navale e le truppe della 2ª Regione fortificata.
La 14ª Armata non aveva una propria forza corazzata, perciò il generale Mereckov decise di destinarle dal fronte di Carelia la 7ª Brigata corazzata: riuniva 74 carri T-34, un reggimento di carri pesanti KV-85 (21 unità), due reggimenti di cannoni semoventi (15 unità) aggregati alle due unità corazzate, tre reggimenti e due brigate di veicoli lanciarazzi Katjuša (120 unità). I sovietici avevano a propria disposizione anche 1032 cannoni, 1090 mortai, una marcata superiorità aerea grazie allo schieramento di 750 apparecchi; inoltre era presente la Flotta del Nord dell'ammiraglio Arsenij Grigor'evič Golovko, che avrebbe utilizzato la brigata di fanteria di marina già sulla penisola di Rybačij per spezzare le difese tedesche del Divisionsgruppe van der Hoop e un'altra brigata per sbarcare sulla costa a occidente della penisola e avanzare nelle retrovie tedesche. La Flotta del Nord disponeva di circa 275 aerei che vennero usati per appoggiare le operazioni di sbarco e in azioni offensive contro il traffico marittimo tedesco, ma non nel per appoggiare le operazioni terrestri.

## Terreno
L'area interessata dai combattimenti si trova circa 300 chilometri a nord del circolo polare artico. Lungo la costa il paesaggio è dominato dalla tundra ed è punteggiato da colline di roccia nuda o coperta da licheni. Verso l'interno il terreno diventa più collinoso ed è attraversato da centinaia di ruscelli, che defluiscono in pantani e laghi scolati da fiumi che scorrono verso nord-est, e da numerose gole e calanchi; qui la vegetazione è formata da rada boscaglia e bassi cespugli che dalle alture permettono di avere un'ottima visuale sul terreno circostante, per cui è possibile muoversi inosservati solo nei periodi di scarsa visibilità. Il terreno in ottobre non è ancora gelato ed è così impregnato di acqua da non permettere il transito dei veicoli e rendere difficile anche la marcia delle truppe appiedate.
Dal lato occupato dai tedeschi vi erano due strade principali significative per il rifornimento o per la ritirata del XIX Gebirgs-Korps: l'autostrada 50, che seguiva la linea della costa da Kirkenes verso sud-ovest, e una seconda strada che da Kirkenes si dirigeva verso est arrivando fino a Tarnet e che, fra il 1943 e il 1944, era stata estesa ulteriormente verso est fino a Petsamo, sfruttando il lavoro forzato dei prigionieri di guerra. Le altre strade erano rappresentate dall'autostrada artica, che correva da Rovaniemi a Petsamo ed era collegata con Kirkenes, Kolosjoki (Nikel' per i sovietici) e Luostari da strade secondarie. Tre strade tronche (Speer, Russa e Lan o Lanweg) a est del fiordo di Petsamo supportavano direttamente le posizioni del XIX Korps. Sul lato tenuto dai sovietici un'unica strada conduceva da Murmansk alle posizioni sovietiche, quantunque, in preparazione dell'offensiva, fossero state sommariamente preparate alcune strade laterali nell'estate 1944. Nessuna strada connetteva direttamente le posizioni occupate dai tedeschi con quelle sovietiche, per cui era di primaria importanza per entrambe le parti tentare di sfruttare la rete stradale per le proprie operazioni e, nel contempo, cercare di impedirne l'uso all'avversario.
I tedeschi avevano costruito un elaborato sistema difensivo a cominciare dall'estate 1941. Lungo i fiumi Litsa e Titovka le difese erano basate su posizioni fortificate in tre linee successive che comprendevano bunker in cemento armato (posti in posizioni dominanti), trincee, depositi di munizioni e postazioni per mitragliatrici e per l'artiglieria, ed erano circondati da linee di filo spinato e campi minati. La prima linea di difesa era presidiata, mentre le successive due erano da utilizzarsi in caso di sfondamento. La distanza intercorrente fra due posizioni fortificate era coperta dal fuoco diretto o indiretto delle mitragliatrici, dei cannoni e dei mortai, da ostacoli di varia natura e dai campi minati. Nelle settimane precedenti l'offensiva furono costruite posizioni intermedie addizionali o furono rafforzate quelle esistenti. La seconda linea difensiva era situata circa 10 chilometri dietro la prima, lungo la riva occidentale del Titovka, e la terza 25 chilometri più indietro lungo il fiume Petsamo. Ulteriori linee fortificate proteggevano le miniere a Kolosjoki, il porto di Liinakhamari (all'imbocco del fiordo di Petsamo) e il porto e l'aeroporto di Kirkenes.

## Svolgimento della battaglia

### Prima fase (7-15 ottobre)

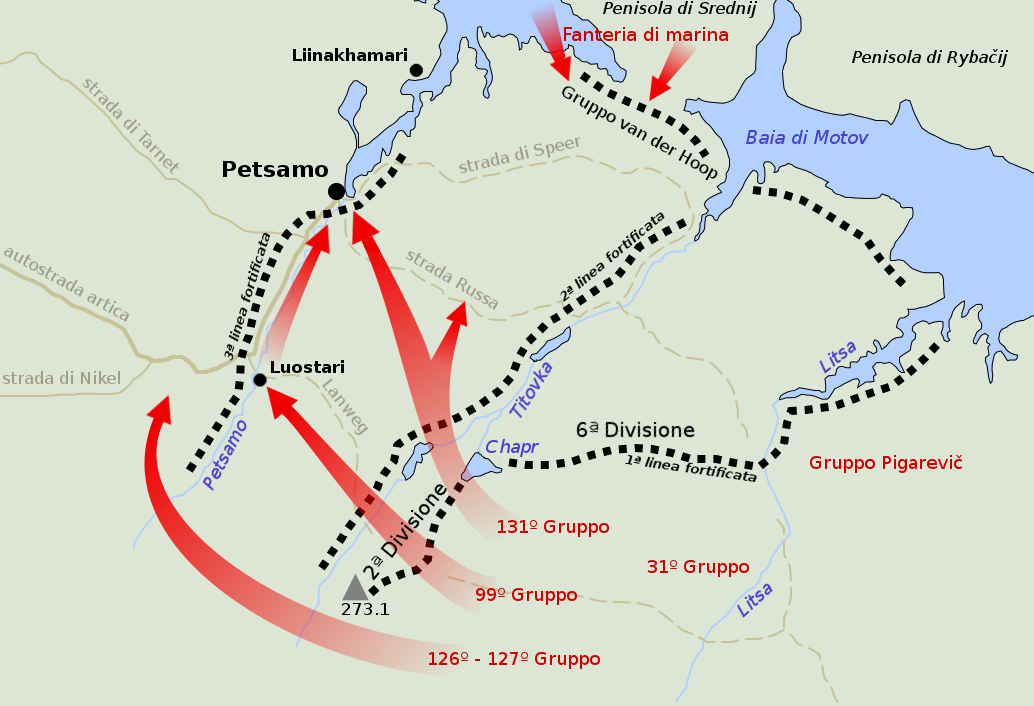
Il piano d'attacco sovietico

Il mattino del 7 ottobre, dopo due ore e mezza di preparazione di artiglieria, il 131º Corpo attaccò le linee fortificate tenute dalla 2. Gebirgs-Division immediatamente a sud del lago Chapr, nel punto di giunzione con le linee della 6. Gebirgs-Division: dopo una serie di violenti combattimenti, per mezzogiorno le truppe sovietiche riuscirono a superare le linee fortificate tedesche sul fiume Titovka tenute dai reparti tedeschi che, piuttosto malridotti, si ritirarono verso Luostari lungo la Lanweg. Nella notte il 99º Corpo si unì all'attacco e l'azione, condotta col supporto dell'artiglieria, dell'aviazione e delle forze corazzate — con grande sorpresa dei tedeschi, che non avevano ritenuto possibile l'impiego di carri armati su quel terreno — spazzò via diversi capisaldi nemici. Tuttavia, nonostante l'accurata preparazione, l'offensiva incontrò subito numerose difficoltà a causa delle condizioni meteorologiche, caratterizzate da scarsa visibilità, nubi basse e nevischio, che, se da una parte favorivano l'attacco della fanteria, dall'altra rendevano difficile dirigere con precisione il fuoco d'artiglieria e ostacolavano il supporto aereo alla battaglia.
Il giorno seguente, poiché i sovietici minacciavano di catturare l'autostrada artica nei pressi di Luostari, Rendulic ordinò alla quasi intatta 6. Gebirgs-Division di abbandonare la linea fortificata sul Litsa e arretrare verso la seconda linea di difesa sul fiume Titovka; dispose poi che la brigata "Norwegen", tenuta fino a quel momento in riserva, prendesse posizione sui due lati della strada di Lan, che si univa all'autostrada artica proprio presso Luostari. Il 9 ottobre il 126º Corpo, dopo un'estenuante marcia su un terreno molto accidentato, attaccò il fianco meridionale della 2. Division in direzione dell'autostrada artica mentre il fianco settentrionale veniva respinto lungo la Lanweg, aprendo una breccia con le posizioni della 6. Division. A mezzanotte dello stesso giorno, 3000 uomini di una brigata di fanteria di marina sbarcarono sulla costa settentrionale finlandese, dietro le linee tedesche e a ovest della penisola di Rybačij; un'altra brigata di fanteria di marina attaccò via terra lungo l'istmo della penisola Srednij, respingendo il Divisionsgruppe van der Hoop.

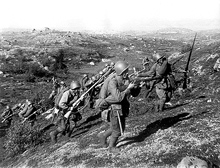
Soldati sovietici in azione durante l'offensiva Petsamo-Kirkenes: il soldato in primo piano impugna un mitra PPŠ-41

La compattezza dell'intero XIX Gebirgs-Korps incominciò a vacillare, con la 2. e la 6. Division in pericolo di essere accerchiate; inoltre, se i sovietici fossero riusciti a spingersi fino a Ivalo la via della ritirata del XXXVI. Gebirgs-Korps sarebbe stata compromessa. Per scongiurare una simile eventualità, alcune unità distaccate dal corpo (un reggimento della 163. Infanterie-Division, un battaglione mitraglieri e uno di Waffen-SS), al comando del generale Karl Rübel e riunite sotto il nome di Kampfgruppe Rübel, furono dirottate verso nord-ovest, pur avendo già superato il fiume Kemi: queste truppe raggiunsero l'area a nord-ovest di Luostari l'11 ottobre e stabilirono una linea a difesa delle vie di approccio all'autostrada artica.
Il mattino del 10 ottobre, il 131º Corpo inviò due reggimenti verso nord attraverso il varco che si era aperto tra le posizioni delle divisioni da ontagna tedesche per tagliare la strada Russa, principale via di collegamento della 6. Division verso ovest; a sud della 2. Gebirgs-Division, invece, il 126º Corpo portò a compimento l'azione del giorno precedente con l'interruzione dell'autostrada artica circa 8 chilometri a est di Luostari. Contemporaneamente il 127º Corpo, a sud dello schieramento tedesco, aveva avanzato verso ovest su un terreno privo di strade e attraversato il fiume Petsamo. Il generale Rendulic ordinò alla 6. Division di attaccare verso ovest per liberare la strada Russa e poi di arretrare verso la terza linea di difesa sul fiume Petsamo, insieme al Divisionsgruppe van der Hoop; inoltre assegnò alla 163. Division, che era ancora sulla strada Rovaniemi-Salla, la missione di distruggere gli impianti minerari di Kolosjoki, cosa che costrinse l'unità a intraprendere subito un viaggio a marce forzate: era peraltro un lavoro di vaste proporzioni, poiché gli impianti erano stati resi a prova di bomba sia mediante sistemazione in bunker sotterranei, sia con l'incapsulamento in massicce cupole in cemento armato.
Nei giorni 11 e 12 la 6. Gebirgs-Division riuscì ad aprirsi un varco attraverso la strada Russa e, insieme al Divisionsgruppe van der Hoop, si ritirò verso Petsamo, mentre la 2. Division cercava di tenere l'incrocio stradale di Luostari. I sovietici avevano occupato un perimetro che si estendeva lungo l'autostrada artica per circa 8 chilometri e, per impedire loro di allargarlo verso ovest, il Kampfgruppe Rübel fu inviato a stabilire una linea di difesa a cavallo dell'autostrada. Il 13 ottobre il gruppo da combattimento e la 2. Division allestirono un contrattacco coordinato, muovendo rispettivamente verso nord e verso sud, per liberare il transito dell'autostrada; l'azione fu però un disastro, aggravato dalla deviazione verso nord di parte delle truppe del 126º Corpo: queste tagliarono la strada di Tarnet e isolarono così la 6. Division e il Divisionsgruppe van der Hoop, rimasti a settentrione della 2. Division e del Kampfgruppe Rübel.

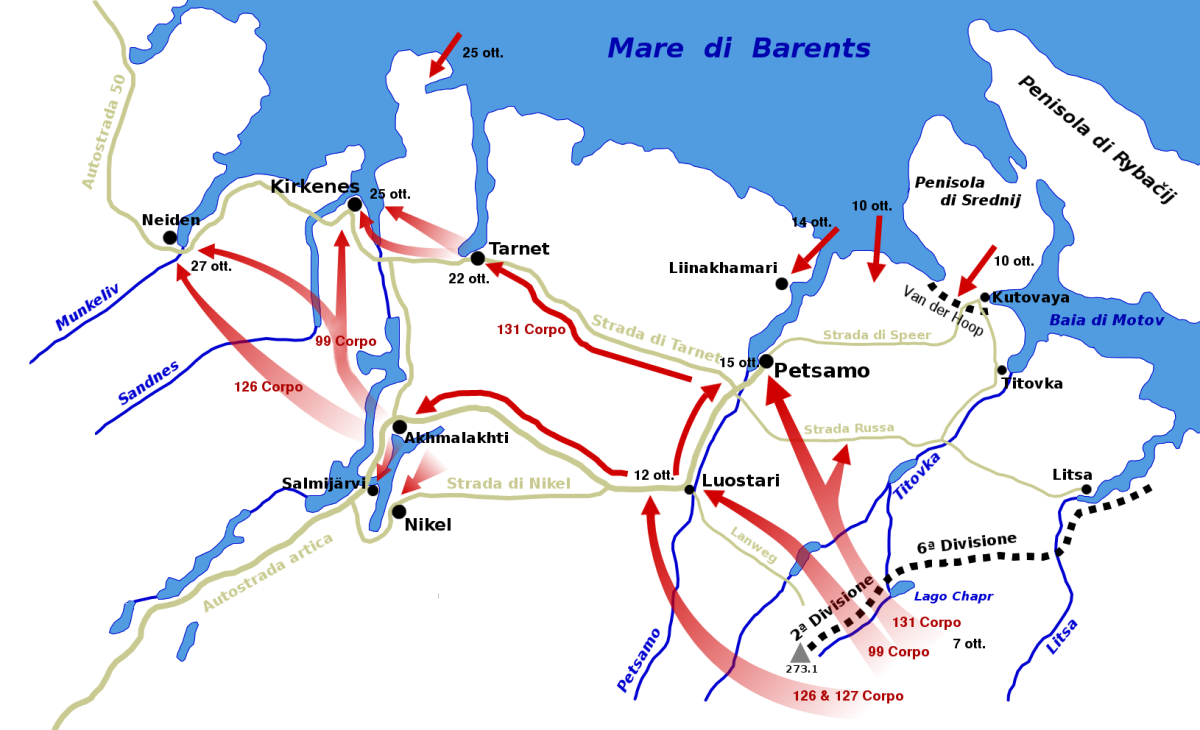
Lo sviluppo complessivo dell'avanzata sovietica durante l'offensiva

In una settimana la 14ª Armata aveva distrutto un fronte alle cui difese i tedeschi avevano lavorato per tre anni. Per i comandi tedeschi il colpo, dopo tre anni di quasi inattività bellica del fronte, fu intensificato dal fatto che i sovietici avevano condotto l'attacco in contrasto a ciò che era stato ccettato come un fatto incontrovertibile sin dal 1941: ovvero, il terreno artico rendeva impossibili rapidi movimenti di grandi forze e, soprattutto, escludeva la possibilità d'impiegare con qualche speranza di successo i mezzi corazzati. I sovietici avevano ribaltato questa convinzione grazie al dispiegamento di forze attentamente preparate proprio per condurre operazioni su quel tipo di terreno.

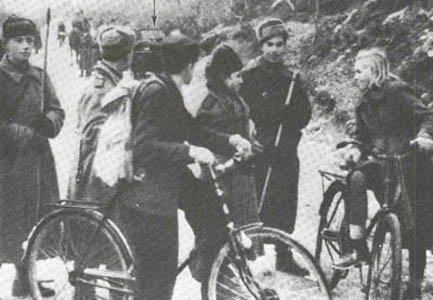
1944: incontro fra soldati sovietici e giovani norvegesi. I militari tengono fra le mani sonde per l'individuazione di mine interrate.

Nonostante la disastrosa situazione del XIX. Gebirgs-Korps, l'imminenza dell'inverno artico e l'intensità dell'offensiva sovietica, Hitler e l'OKW erano inizialmente inclini a ordinare l'arresto temporaneo della ritirata su una linea a est della zona mineraria e lungo l'autostrada artica: il motivo di questa decisione era dovuto alla grande quantità di rifornimenti ammassati nell'area, per la cui rimozione quaranta navi da trasporto erano in procinto di attraccare nei porti norvegesi. Il 15 ottobre le truppe d'assalto sovietiche attraversarono il fiume Petsamo e occuparono la città omonima, mentre la fanteria di marina sovietica sbarcava all'imbocco del fiordo di Petsamo e occupava il porto di Liinahamari. Il XIX. Korps, non più in grado di attaccare verso est, chiese il permesso al comando della 20. Gebirgs-Armee di poter invece attaccare verso ovest, per sbloccare la strada di Tarnet, unica possibile via per la ritirata che era stata tagliata dalla fanteria di marina sovietica nella notte fra il 12 e il 13 ottobre. Il comando tedesco diede la propria autorizzazione all'attacco verso ovest stabilendo che, dopo la riapertura della strada di Tarnet, la 2. Division, che era ridotta piuttosto malamente, si ritirasse nelle retrovie del Kampfgruppe Rübel per riorganizzarsi: il resto del XIX. Korps avrebbe dovuto formare una linea di difesa fra Petsamo e Kirkenes finché la maggior parte dei rifornimenti non fosse stata evacuata. Al Kampfgruppe Rübel, che aveva raggiunto nel frattempo la consistenza di due divisioni, fu ordinato di stabilire posizioni a nord-est di Kolosjoki per coprire la ritirata del XIX. Korps e bloccare l'avanzata sovietica in direzione di Ivalo, a sud-ovest. Le truppe tedesche riuscirono a disperdere i relativamente pochi fanti di marina sovietici che bloccavano la strada di Tarnet, consentendo così alla 6. Gebirgs-Division e al Divisionsgruppe van der Hoop di ripiegare verso la Norvegia.
L'asprezza della lotta in un ambiente ostile come quello della tundra frenò lo slancio anche delle pur addestrate truppe sovietiche, che avevano percorso dai 35 ai 60 chilometri in pochi giorni, abbattendo le tre linee fortificate tedesche; il 99º e il 131º Corpo erano avanzati così velocemente da perdere il supporto dell'artiglieria dopo solo due giorni. Le truppe erano perciò esauste e a corto di rifornimenti, a causa dell'inadeguatezza della rete stradale. Per permettere alle proprie forze di riposarsi e rifornirsi e allo scopo di riorganizzare lo schieramento, il 15 ottobre il generale Mereckov ordinò di arrestare l'offensiva per tre giorni: si trattò di un'insperata pausa per i tedeschi, che poterono a loro volta ricucire il proprio schieramento. Il generale Rendulic ordinò al Kampfgruppe Rübel di ripiegare sul villaggio di Salmijärvi entro tre giorni e, poiché ciò avrebbe dato ai sovietici libero accesso alla rete stradale fra la zona mineraria di Kolosjoki e Kirkenes, richiese alla 6. Division di difendere l'approccio a Kirkenes da sud, per permettere l'imbarco delle merci stivate nell'area. Peraltro già all'inizio dell'offensiva i tedeschi si erano resi conto che non sarebbero stati in grado di evacuare tutti gli approvvigionamenti che avevano immagazzinato nell'area di Petsamo, dunque stabilirono una lista di priorità dando la precedenza ai combustibili, ma anche così solo una parte poté essere salvata: tutto il resto cadde nelle mani dei sovietici.

### Seconda fase (18-22 ottobre)
Il generale Rendulic avevano posto la 6. Gebirgs-Division a difesa di Kirkenes per coprire il ripiegamento del resto del XIX. Gebirgs-Korps verso Ivalo, le cui vie di approccio, a est di Kolosjoki e Akhmalakhti, erano difese dal Kampfgruppe Rübel con il supporto di ciò che restava della 2. Gebirgs-Division; il kampfgruppe, in particolare, doveva mantenere le linee finché tutte le forze in ritirata non fossero passate. A completare il dispositivo di difesa, i tedeschi distrussero ponti e strade con l'aiuto dei bombardieri della Luftwaffe. Il mattino del 18 ottobre la 14ª Armata riprese l'offensiva e il generale Mereckov chiese il permesso a Stalin di inseguire i tedeschi dentro il territorio norvegese, ottenendo una rapida approvazione: la frontiera fu oltrepassata a nord il 18 ottobre stesso, il 23 ottobre a sud. Siccome i tedeschi avevano diviso le proprie forze in ritirata in due gruppi, l'uno diretto verso Kirkenes e l'altro verso Ivalo, Mereckov fece altrettanto con le proprie unità; la direttrice di marcia principale fu quella su Ivalo, seguita dal 99º Corpo che, con il supporto del 126º Corpo, puntò prima di tutto su Akhmalakhti. Il 31º Corpo, più a sud, mosse verso l'area mineraria di Kolosjoki/Nikel', appoggiato sul fianco sinistro dal 127º Corpo. Un'azione minore contro Kirkenes fu condotta dal 131º Corpo. Lo sforzo principale sovietico era perciò diretto contro il Kampfgruppe Rübel, che tuttavia riuscì a sottrarsi all'attacco frontale delle forze sovietiche fuggendo lungo l'autostrada artica verso nord; ma il giorno successivo il 127º Corpo attaccò sul fianco sinistro del kampfgruppe, minacciando di tagliare l'autostrada alle sue spalle; il reparto sfuggì di nuovo all'accerchiamento e continuò a ripiegare verso ovest, in direzione delle strettoie del lago Kaskama. Nei giorni successivi la pressione sovietica rallentò e il kampfgruppe Rübel poté ritirarsi con più ordine verso Ivalo. Il 21 ottobre i tedeschi abbandonarono l'area mineraria di Kolosjoki dopo aver distrutto gli impianti; i sovietici l'occuparono insieme a Nautsi il giorno seguente.

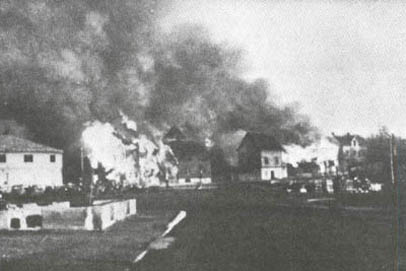
Kirkenes data alle fiamme dalle truppe tedesche in ritirata: l'unico edificio scampato fu una chiesa, nella quale trovò rifugio parte della popolazione

### Terza fase (23 ottobre-1º novembre)
Il 23 ottobre il 131º Corpo attaccò la 6. Division schierata a difesa di Kirkenes, mentre la fanteria di marina sbarcò a nord-est di Tarnet catturando la centrale idroelettrica che riforniva la città: ciò rese impossibile alle navi tedesche nel porto di Kirkenes di rifornire di acqua dolce le loro caldaie, perciò il generale Rendulic chiese all'OKW il permesso di interrompere l'evacuazione dei rifornimenti e di abbandonare la città. Dopo diverse ore di ritardo, l'autorizzazione fu concessa e le truppe alpine lasciarono rapidamente la città e le linee a est della stessa, fuggendo lungo l'autostrada 50. Delle 135000 tonnellate di rifornimenti stivati solo un terzo era stato evacuato, le altre 90000 tonnellate vennero distrutte; pesanti perdite furono subite dai tedeschi negli ultimi due giorni di presenza a Kirkenes per opera degli aerei sovietici.
Kirkenes fu data alle fiamme dai tedeschi in ritirata e fu occupata dalle truppe sovietiche il 25 ottobre; il successivo incominciò la ritirata tedesca dalla penisola di Varanger e dalla città di Vardø. L'inseguimento dei tedeschi lungo la costa norvegese da parte della 14ª Armata proseguì fino al 30 ottobre, quando i sovietici raggiunsero il fiordo di Tana. Intanto, più a sud, il 126º Corpo, presa Akhmalakhti il 24 ottobre, aveva continuato ad avanzare verso nord-ovest in direzione del piccolo centro norvegese di Neiden che raggiunse il 27 ottobre: unità avanzate interruppero anche l'autostrada 50, quando però la 6. Gebirgs-Division era già passata. Nella parte meridionale del fronte, l'inseguimento dei tedeschi fu arrestato il 2 novembre nella città finlandese di Ivalo, a causa dei costanti problemi logistici e di approvvigionamento determinati dalla distruzione delle vie di comunicazione operata dai tedeschi. Il generale Mereckov, pertanto, si trovò costretto a dirottare una parte delle truppe alla ricostruzione delle strade e dei ponti.

## Conseguenze

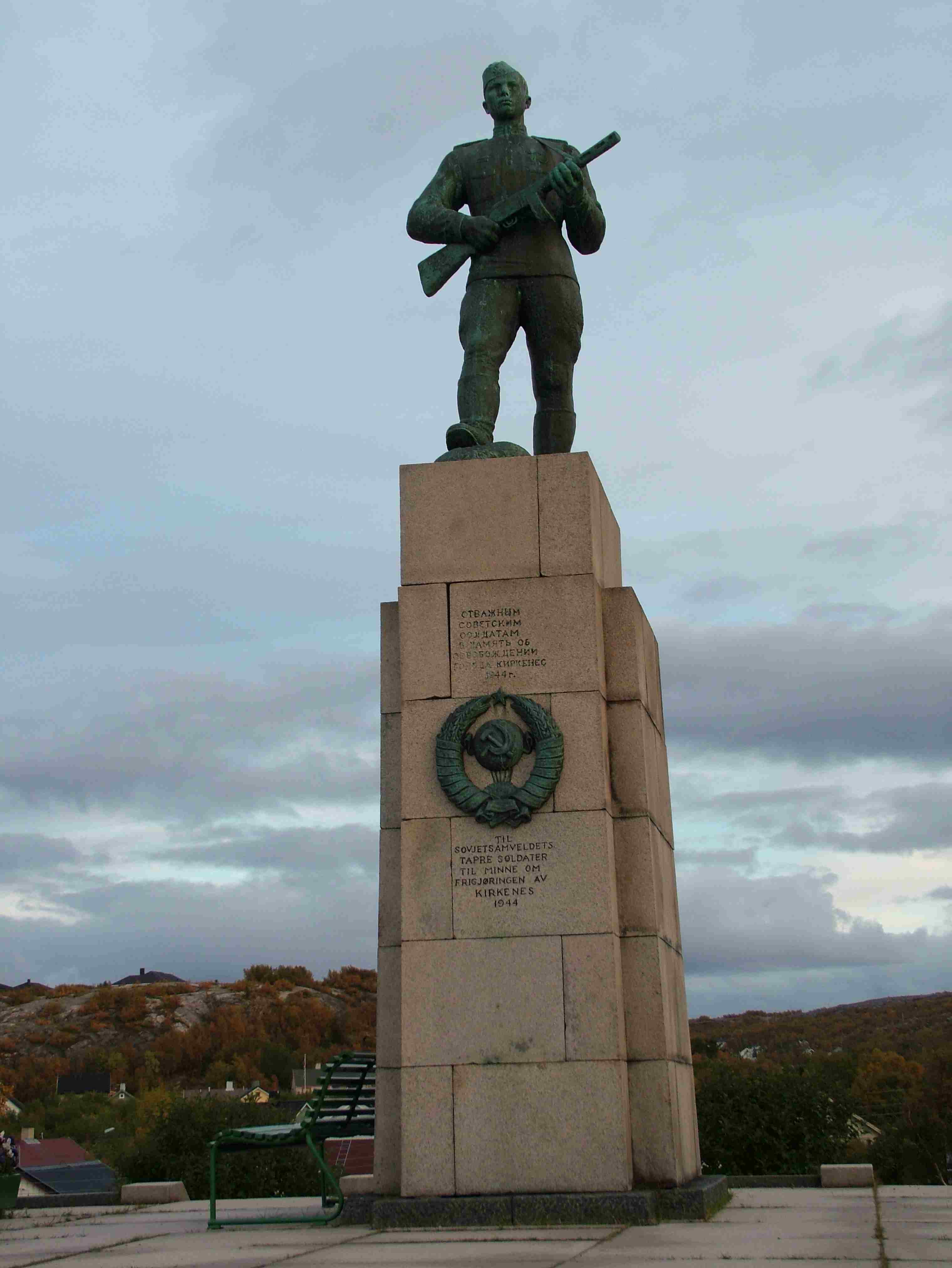
Kirkenes: il monumento dedicato ai soldati sovietici che liberarono la città

Alla fine del gennaio 1945 l'OKW pose fine all'operazione Nordlicht. All'estremità nord-occidentale della Finlandia una piccola striscia di territorio finnico rimase in mani tedesche fino alla fine dell'aprile 1945, parte integrante della linea di difesa stabilita in corrispondenza del fiordo di Lyngen. A nord-est di Lyngen, fino alla penisola di Varanger, la regione norvegese di Finnmark era stata lasciata del tutto sguarnita, fatta eccezione per due piccoli distaccamenti tedeschi a Hammerfest e Alta, che continuarono a evacuare approvvigionamenti fino alla fine di febbraio. Hitler, infatti, volendo prevenire la possibilità che l'URSS o il governo norvegese in esilio a Londra potessero stabilire una qualche testa di ponte nell'estremo nord della Norvegia, ordinò che a nord e a est del fiordo di Lyngen fosse attuata una strategia di terra bruciata: la 20. Gebirgs-Armee, perciò, portò avanti la sistematica distruzione di ogni infrastruttura potenzialmente utile a mano a mano che si ritirava.

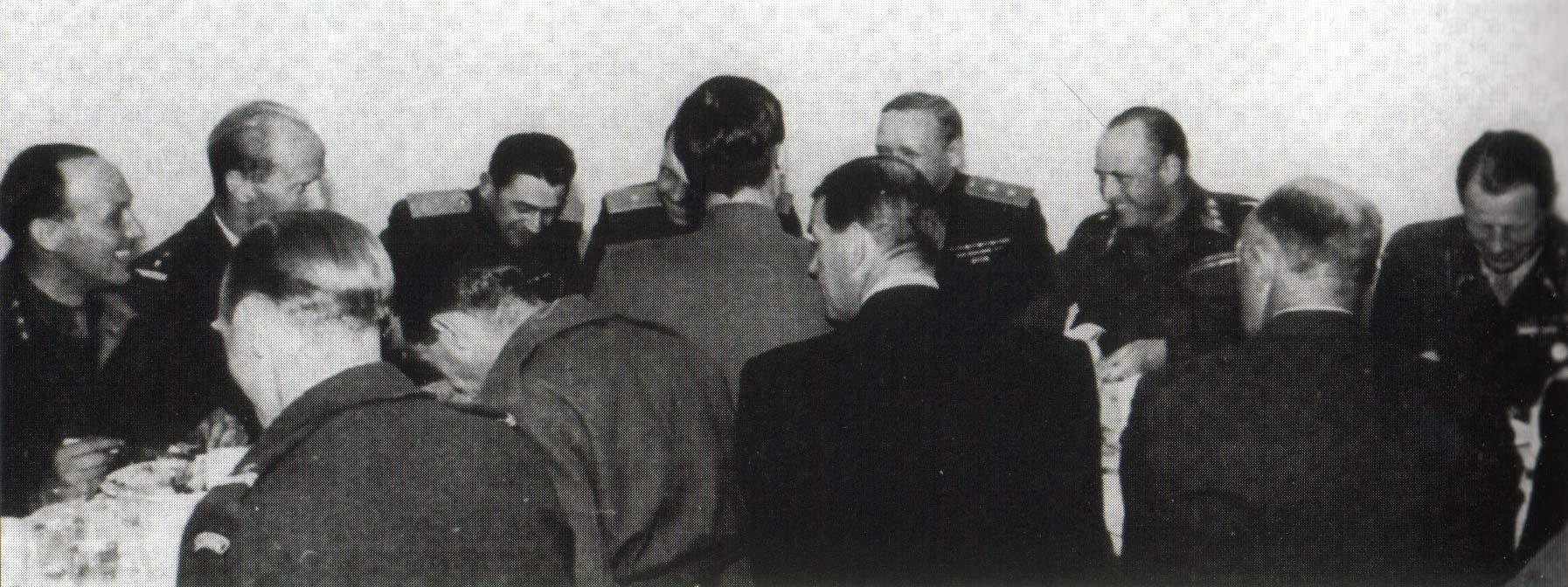
Una cena ufficiale a Kirkenes nel luglio 1945. Sul retro da destra: il colonnello Arne D. Dahl (capo della delegazione norvegese a Mosca), il principe Olav di Norvegia e il comandante delle forze sovietiche in Norvegia, generale Ščerbakov

Come parte di questa politica, il 28 ottobre 1944, Hitler aveva ordinato che l'intera popolazione norvegese oltre il fiordo di Lyngen fosse deportata. L'ordine fu attuato dal generale Rendulic con l'ausilio del Nasjonal Samling per mezzo di piccole imbarcazioni, volendo mantenere libere le strade per la ritirata delle truppe tedesche. La politica di terra bruciata incontrò una timida resistenza da parte di qualche ufficiale subordinato, ma un'area grande due volte la Sicilia fu completamente devastata. Furono complessivamente deportate circa 45000 e distrutte 10400 case, 115 scuole e 27 chiese: secondo Rendulic non più di 200 persone sfuggirono ai rastrellamenti. Circa 20000 persone scamparono alla deportazione, inclusi 10000 abitanti cittadini di Kirkenes e di Vardø, che non poterono essere deportati perché l'avanzata sovietica costrinse i tedeschi ad abbandonare l'area in tutta fretta. Le disposizioni di Hitler non furono applicate alla popolazione nomade di lapponi, aggirantesi sulle 8500 unità.
Sebbene l'operazione Nordlicht fosse stata portata avanti con abilità e tenacia, la fortuna fu un fattore altrettanto determinante nella sua riuscita: non si materializzò nessuna delle minacce di intervento da parte degli Alleati occidentali, della Finlandia e della Svezia; il tempo atmosferico fu particolarmente clemente e l'inverno arrivò più tardi del solito. Soprattutto, l'operazione si svolse in un periodo in cui le risorse sia dell'Unione Sovietica che degli Alleati occidentali erano maggiormente impiegate sui principali fronti, cosicché l'offensiva del generale Mereckov fu condotta con forze modeste, inferiori a quelle della 20. Gebirgs-Armee.
Contrariamente ai timori del governo norvegese in esilio e degli Alleati occidentali, i sovietici ritirarono rapidamente le loro forze dal territorio norvegese, lasciando solo a Kirkenes la 45ª Divisione di fanteria, tratta dal 131º Corpo, per assistere la popolazione locale durante l'imminente inverno: solamente una chiesa era sopravvissuta al rogo appiccato dai tedeschi in rotta. Una missione militare norvegese arrivò a Murmansk il 9 novembre e raggiunse Kirkenes nei giorni seguenti. Nei mesi successivi, piccoli distaccamenti militari norvegesi provenienti da Gran Bretagna e Svezia sbarcarono a Murmansk e furono inquadrati nella 14ª Armata sovietica per le operazioni sul territorio norvegese; in dicembre alcune navi norvegesi approdarono a Kirkenes. Alla fine di gennaio 1945 il numero di soldati norvegesi all'estremo nord raggiunse le 1350 unità, ulteriormente salite e 2735 alla fine della guerra in maggio. Le ultime unità sovietiche lasciarono il territorio norvegese nell'ottobre 1945.